# 唯念寺 (台東区)
唯念寺（ゆいねんじ）は、東京都台東区にある真宗高田派の寺院。

## 歴史
1546年（天文15年）または1570年（元亀元年）、浄因によって開山された。元々は武蔵国荏原郡品川（現・東京都品川区）に位置していたが、1646年（正保3年）に馬喰町（現・東京都中央区日本橋馬喰町に移転した。その後、所属宗派の真宗高田派法主堯朝が当寺で寂したため、当寺にて葬られた。1657年（明暦3年）の明暦の大火後、現在地に移転した。
触頭制度施行の際に、当寺は高田派の触頭に指定されている。かつては支院として願寿寺、南松寺（現在は練馬区に移転）、林柔寺（現在は葛飾区に移転）を擁していた。
墓地には、法主の堯朝の他、儒者の八田華陽の墓がある。

## 文化財
- 木造阿弥陀如来立像（台東区有形文化財 平成元年度登載）[2]
- 銅鐘（台東区有形文化財 平成22年3月登載）[3]

## 交通アクセス
- 稲荷町駅より徒歩2分（経路案内）。